# White Fox
White Fox Ltd. (株式会社 WHITE FOX Kabushiki Gaisha Waito Fokkusu?) es un estudio de animación japonés fundado en abril de 2007 por Gaku Iwasa.

## Historia
El estudio fue fundado en abril de 2007 por Gaku Iwasa después de que la división Team Iwasa de OLM, Inc. se separara y formara un nuevo estudio. Su primera producción fue la serie Tears to Tiara. Desde entonces, White Fox ha animado series como Steins;Gate, Akame ga Kill!, Re:Zero, Goblin Slayer y Shinchō Yūsha: Kono Yūsha ga Ore TUEEE Kuse ni Shinchō Sugiru.
En noviembre de 2018 White Fox y Egg Firm crearon como una empresa conjunta el estudio de animación Studio Bind, cuyo primer trabajo como animador principal fue Mushoku Tensei.
El 31 de julio de 2025,  la editorial japonesa Alphapolis adquirió todas las acciones y la convirtió en una subsidiaria de propiedad absoluta.

## Trabajos

#### Series de televisión
| Año  | Título                                                        | Director(es)                 | Fecha de primera transmisión | Fecha de última transmisión | Eps. | Notas | Refs.                |
| ---- | ------------------------------------------------------------- | ---------------------------- | ---------------------------- | --------------------------- | ---- | --- | -------------------- |
| 2009 | Tears to Tiara                                                | Tomoki Kobayashi             | 6 de abril de 2009           | 28 de septiembre de 2009    | 26   | Adaptación de la novela visual para adultos desarrollada por Leaf.                                               |                      |
| 2010 | Katanagatari                                                  | Keitaro Motonaga             | 25 de enero de 2010          | 10 de diciembre de 2010     | 12   | Adaptación de la novela ligera escrita por Nisio Isin e ilustrada por Take.                                      |                      |
| 2011 | Steins;Gate                                                   | Hiroshi Hamasaki Takuya Satō | 6 de abril de 2011           | 13 de septiembre de 2011    | 24   | Adaptación de la novela visual desarrollada por 5pb. y Nitroplus                                                 |                      |
| 2012 | Jormungand                                                    | Keitaro Motonaga             | 10 de octubre de 2012        | 26 de diciembre de 2012     | 12   | Adaptación del manga de Keitarou Takahashi                                                                       |                      |
| 2013 | Hataraku Maō-sama!                                            | Naoto Hosoda                 | 4 de abril de 2013           | 27 de junio de 2013         | 13   | Adaptación de la novela ligera escrita por Satoshi Wagahara e ilustrada por 029 (Oniku).                         |                      |
| 2014 | SoniAni: Super Sonico The Animation                           | Kenichi Kawamura             | 6 de enero de 2014           | 24 de marzo de 2014         | 12   | Adaptación basada en el personaje Super Sonico.                                                                  |                      |
| 2014 | Gochūmon wa Usagi Desu ka?                                    | Hiroyuki Hashimoto           | 18 de abril de 2014          | 26 de junio de 2014         | 12   | Adaptación del manga 4-Koma creado e ilustrado por Koi.                                                          |                      |
| 2014 | Akame ga Kill!                                                | Tomoki Kobayashi             | 6 de julio de 2014           | 14 de diciembre de 2014     | 24   | Adaptación del manga escrito por Takahiro e ilustrado por Tetsuya Tashiro.                                       |                      |
| 2015 | Utawarerumono: Itsuwari no Kamen                              | Keitaro Motonaga             | 3 de octubre de 2015         | 26 de marzo de 2016         | 25   | Adaptación de la novela visual desarrollada por Leaf.                                                            |                      |
| 2015 | Gochuumon wa Usagi Desu ka??                                  | Hiroyuki Hashimoto           | 10 de octubre de 2015        | 26 de diciembre de 2015     | 12   | Secuela de Gochūmon wa Usagi Desu ka?. Coproducción junto a Kinema Citrus.                                       |                      |
| 2016 | Re:Zero kara Hajimeru Isekai Seikatsu                         | Masaharu Watanabe            | 4 de abril de 2016           | 19 de septiembre de 2016    | 25   | Adaptación de la novela ligera escrita por Tappei Nagatsuki e ilustrada por Shinichirou Otsuka.                  |                      |
| 2017 | Zero kara Hajimeru Mahō no Sho                                | Tetsuo Hirakawa              | 10 de abril de 2017          | 26 de junio de 2017         | 12   | Adaptación de la novela ligeras escrita por Kakeru Kobashiri e ilustrada por Yoshinori Shizuma.                  |                      |
| 2017 | Shōjo Shūmatsu Ryokō                                          | Takaharu Ozaki               | 6 de octubre de 2017         | 22 de diciembre de 2017     | 12   | Adaptación del manga escrito e ilustrado por Tsukumizu                                                           |                      |
| 2018 | Steins;Gate 0                                                 | Kenichi Kawamura             | 12 de abril de 2018          | 29 de septiembre de 2018    | 23   | Adaptación del videojuego homónimo creado por 5pb..                                                              |                      |
| 2018 | Goblin Slayer                                                 | Takaharu Ozaki               | 7 de octubre de 2018         | 30 de diciembre de 2018     | 12   | Adaptación de las novelas ligeras escritas por Kumo Kagyu e ilustrada por Noboru Kannatsuki.                     | [ 7 ]                |
| 2019 | Arifureta Shokugyō de Sekai Saikyō                            | Kinji Yoshimoto              | 8 de julio de 2019           | 7 de octubre de 2019        | 13   | Adaptación de la novelas ligera escrita por Ryo Shirakome e ilustrada por Takayaki. Coproducción junto a Asread. |                      |
| 2019 | Shinchō Yūsha: Kono Yūsha ga Ore TUEEE Kuse ni Shinchō Sugiru | Masayuki Sakoi               | 2 de octubre de 2019         | 27 de diciembre de 2019     | 12   | Adaptación de la novela ligera escrita por Light Tuchihi e ilustrada por Saori Toyota.                           | [ 8 ]                |
| 2019 | Re:Zero kara Hajimeru Isekai Seikatsu: Shin Henshuu-ban       | Masaharu Watanabe            | 31 de diciembre de 2019      | 24 de marzo de 2020         | 13   | Segunda versión de la primera temporada con algunas escenas extra.                                               |                      |
| 2020 | Re:Zero kara Hajimeru Isekai Seikatsu 2nd Season              | Masaharu Watanabe            | 8 de julio de 2020           | 30 de septiembre de 2020    | 13   | Secuela de Re:Zero kara Hajimeru Isekai Seikatsu.                                                                | [ 9 ]                |
| 2021 | Re:Zero kara Hajimeru Isekai Seikatsu 2nd Season Part 2       | Masaharu Watanabe            | 6 de enero de 2021           | 24 de marzo de 2021         | 12   | Secuela de Re:Zero kara Hajimeru Isekai Seikatsu 2nd Season                                                      |                      |
| 2022 | Utawarerumono: Futari no Hakuoro                              | Kenichi Kawamura             | 3 de julio de 2022           | 25 de diciembre de 2022     | 28   | Basado en un juego de rol táctico de Aquaplus.                                                                   | [ 10 ]               |
| 2024 | Sengoku Yōko: Yonaoshi Kyōdai-hen                             | Masahiro Aizawa              | 11 de enero de 2024          | 4 de abril de 2024          | 13   | Adaptación del manga escrito e ilustrado por Satoshi Mizukami.                                                   | [ 11 ] [ 12 ]        |
| 2024 | Sengoku Yōko: Senma Konton-hen                                | Masahiro Aizawa              | 18 de julio de 2024          | 26 de diciembre de 2024     | 22   | Secuela de Sengoku Yōko: Yonaoshi Kyōdai-hen.                                                                    | [ 13 ] [ 14 ]        |
| 2024 | Re:Zero kara Hajimeru Isekai Seikatsu 3rd Season              | Masahiro Shinohara           | 2 de octubre de 2024         | 20 de noviembre de 2024     | 8    | Secuela de Re:Zero kara Hajimeru Isekai Seikatsu 2nd Season Part 2.                                              | [ 15 ] [ 16 ] [ 17 ] |
| 2025 | Re:Zero kara Hajimeru Isekai Seikatsu 3rd Season Part 2       | Masahiro Shinohara           | 5 de febrero de 2025         | 26 de marzo de 2025         | 8    | Secuela de Re:Zero kara Hajimeru Isekai Seikatsu 3rd Season.                                                     | [ 18 ]               |
| 2025 | Busamen Gachi Fighter                                         | Toshiyuki Sone               | 6 de julio de 2025           | —                           | —    | Adaptación de la novela web escrita e ilustrada por Ryō Hiromatsu.                                               | [ 19 ] [ 20 ] [ 21 ] |
| 2026 | Re:Zero kara Hajimeru Isekai Seikatsu 4th Season              | Masahiro Shinohara           | 2026                         | —                           | —    | Secuela de Re:Zero kara Hajimeru Isekai Seikatsu 3rd Season Part 2.                                              | [ 22 ]               |

#### OVAs/ONAs
| Año  | Título                                                             | Director(es)                                   | Fecha de primera transmisión | Fecha de última transmisión | Eps. | Notas                                                                                                 | Refs.  |
| ---- | ------------------------------------------------------------------ | ---------------------------------------------- | ---------------------------- | --------------------------- | ---- | --- | ------ |
| 2012 | Steins;Gate: Oukoubakko no Poriomania                              | Hiroshi Hamasaki Takuya Satō Kanji Wakabayashi | 22 de febrero de 2012        | 22 de febrero de 2012       | 1    | Adaptación de la novela visual desarrollada por 5pb. y Nitroplus                                      |        |
| 2014 | Steins;Gate: Soumei Eichi no Cognitive Computing                   | Kenichirō Murakawa                             | 14 de octubre de 2014        | 11 de noviembre de 2014     | 4    | Cortos especiales creados en colaboración con IBM.                                                    |        |
| 2015 | Steins;Gate: Kyoukaimenjou no Missing Link - Divide By Zero        | Hiroshi Hamasaki Takuya Satō                   | 2 de diciembre de 2015       | 2 de diciembre de 2015      | 1    | Episodio 23 alternativo de Steins; Gate, que conduce a la historia de Steins; Gate 0.                 |        |
| 2018 | Utawarerumono: Tusukuru-koujo no Karei Naru Hibi                   | Keitaro Motonaga                               | 26 de abril de 2018          | 26 de abril de 2018         | 1    | Episodio especial.                                                                                    |        |
| 2018 | Steins;Gate 0: Kesshou Takei no Valentine - Bittersweet Intermedio | Kenichi Kawamura                               | 21 de diciembre de 2018      | 21 de diciembre de 2018     | 1    | Episodio no emitido incluido con el lanzamiento del sexto volumen de Blu-ray / DVD de Steins; Gate 0. |        |
| 2019 | Arifureta Shokugyou de Sekai Saikyou Specials                      | Kinji Yoshimoto                                | 25 de noviembre de 2019      | 26 de febrero de 2020       | 2    | Episodios no emitidos de Arifureta Shokugyō de Sekai Saikyō. Coproducción junto a Asread.             | [ 23 ] |

#### Películas
| Año  | Título                                                      | Director(es)                                   | Duración | Notas                                                                                           | Refs.  |
| ---- | ----------------------------------------------------------- | ---------------------------------------------- | -------- | ----------------------------------------------------------------------------------------------- | ------ |
| 2013 | Steins;Gate: Fuka Ryōiki no Déjà vu                         | Hiroshi Hamasaki Takuya Satō Kanji Wakabayashi | 90m      | Secuela de Steins;Gate.                                                                         |        |
| 2018 | Peace Maker Kurogane Movie 1: Omou Michi                    | Shigeru Kimiya                                 | 56m      | Secuela de Peace Maker Kurogane.                                                                |        |
| 2018 | Re:Zero kara Hajimeru Isekai Seikatsu - Memory Snow         | Tatsuya Koyanagi Masaharu Watanabe             | 60m      | Adaptación de la novela ligera escrita por Tappei Nagatsuki e ilustrada por Shinichirou Otsuka. |        |
| 2018 | Peace Maker Kurogane Movie 2: Yuumei                        | Shigeru Kimiya                                 | 56m      | Secuela de Peace Maker Kurogane Movie 1: Omou Michi.                                            |        |
| 2019 | Re:Zero kara Hajimeru Isekai Seikatsu - Hyouketsu no Kizuna | Kenichi Kawamura Masaharu Watanabe             | 76m      | Adaptación de la novela ligera escrita por Tappei Nagatsuki e ilustrada por Shinichirou Otsuka. |        |
| 2020 | Goblin Slayer: Goblin's Crown                               | Takaharu Ozaki                                 | 85m      | Secuela de Goblin Slayer.                                                                       | [ 24 ] |